# Emilie Sinia
Emilie Sinia (Anderlecht, 3 mei 1985) is een Belgisch hockeyspeelster. 

## Levensloop
Ze speelde voor Baudouin, Daring, La Rasante, Uccle Sport, KHC Dragons, Braxgata, Waterloo Ducks en La Gantoise als aanvaller. Met laatstgenoemde ploeg werd ze tweemaal landskampioen, met Braxgata eenmaal. Met de Belgische vrouwenhockeyploeg plaatste ze zich voor de Olympische Zomerspelen 2012. 
Sinia werkt als leerkracht lichamelijke opvoeding aan het Bracops-Lambert Lyceum te Anderlecht en woont te Dilbeek.